# Camp pro-Pékin (RAS chinoises)
Le camp pro-Pékin est le rassemblement des partis politiques qui soutiennent le gouvernement communiste chinois dans les Régions administratives spéciales de Macao et de Hong Kong. Ces partis sont majoritaires dans les assemblées des deux régions depuis leur rétrocessions à la Chine. 
Ce camp s'oppose aux camps pro-démocratie de Macao et de Hong-Kong. 

## Composition

### Hong-Kong
- Alliance démocratique pour l'amélioration et le progrès de Hong Kong
- Alliance des entreprises et des professionnels pour Hong Kong
- Fédération des syndicats de Hong Kong
- Parti libéral
- Nouveau parti du peuple

### Macao
- Macao-Guangdong Union
- Union pour le développement
- Association des citoyens unis de Macao
- Union pour la promotion du progrès
- Nouvelle Union de développement de Macao
- Association de développement des citoyens de Macao
- Alliance pour un foyer heureux
- Alliance pour le changement

## Résultats électoraux

### Hong-Kong
| Élection | Voix    | %     | Sièges  | Positionnement |
| -------- | ------- | ----- | ------- | -------------- |
| 1998     | 449 668 | 30.38 | 40 / 60 | Majorité       |
| 2000     | 461 048 | 34.94 | 39 / 60 | Majorité       |
| 2004     | 661 972 | 37.40 | 35 / 60 | Majorité       |
| 2008     | 602 468 | 39.75 | 37 / 60 | Majorité       |
| 2012     | 772 487 | 42.66 | 43 / 70 | Majorité       |
| 2016     | 871 016 | 40.17 | 40 / 70 | Majorité       |

| Élection | Voix      | %     | Sièges    | Districts |
| -------- | --------- | ----- | --------- | --------- |
| 1999     | 443 441   | 54.69 | 232 / 390 | 16 / 18   |
| 2003     | 489 889   | 46.48 | 201 / 400 | 15 / 18   |
| 2007     | 614 621   | 53.98 | 273 / 405 | 17 / 18   |
| 2011     | 654 368   | 55.42 | 301 / 412 | 18 / 18   |
| 2015     | 788 389   | 54.61 | 298 / 431 | 18 / 18   |
| 2019     | 1 233 030 | 42.06 | 62 / 452  | 1 / 18    |

### Macao
| Élection | Voix   | %     | Sièges  | Status   |
| -------- | ------ | ----- | ------- | -------- |
| 2001     | 52 617 | 62.99 | 9 / 12  | Majorité |
| 2005     | 88 949 | 71.26 | 9 / 12  | Majorité |
| 2009     | 93 810 | 66.16 | 8 / 12  | Majorité |
| 2013     | 92 251 | 62.99 | 10 / 14 | Majorité |
| 2017     | 99 366 | 57.56 | 9 / 13  | Majorité |